# Горный венец
«Горный венец» (сербский: «Горски вијенац / Gorski vijenac», «Горскıй вıенацъ») — романтическая поэма владыки Черногории Петра II Петровича Негоша. Впервые опубликована в Вене в 1847 году на сербском языке. Поэма написана после «Лучей микрокосма» и до «Ложный царь Степан Малый». 
В основу поэмы положено событие, произошедшее на Рождество в начале XVIII века: истребление обращенных в ислам сербов. Негош описывает события истории Черногории со времен царя Стефана Не́манича до начала XVIII века, обыденную жизнь и быт черногорцев, праздники и собрания, народные обычаи, верования и представления, рассказывает о соседях: турках и венецианцах. Поэма описывает три цивилизации: героическо-патриархальная черногорская, восточно-исламская оттоманская и западноевропейская венецианская.
Содержит 2819 строф. Размер — десятистопный хорей (одна песня в девятистопном и плач в двенадцатистопном).

## Переводы на русский язык
- Негош П. Горный венец. [Поэма]. Пер. с серб. [и вступит. статья] М. Зенкевича. [М.: Гослитиздат], 1948. — 175 с.
- Петр Негош. Горный венец. Самозванец Степан Малый. Пер. с серб. В. Корнилова и Ю. Кузнецова. [М.: Художественная литература], 1988. — 366 с. ISBN 5-280-00277-1
- Петр II Петрович Негош, митрополит. Горный венец. Драматическая поэма./ пер. с сербск. Ю. П. Кузнецов. - М.: Изд-во "Спасское дело", 2022. 272 с., илл.